# 涼宮春日 (角色)
涼宮春日（日语：／ Suzumiya Haruhi）是《涼宮春日系列》輕小說及相關動畫《涼宮春日的憂鬱》的主角，為西宮市北高二年五班的學生，擁有改變世界的能力，但本人並不知道這點。

## 介紹
在故事開始時，涼宮春日為北高一年五班的學生；隨著故事的進行，現已為二年五班學生，身高1.58米。雖然成績優異、容姿端麗、運動萬能，但行為卻非常地怪異，同時其性格極其衝動，一想到什麼點子（通常這些點子都不經過大腦就出來）就立刻行動、好勝心極強、唯我獨尊，總是在尋找有趣的事物，對不喜歡的話語都聽不進去，還有傲嬌的成份存在。在早期曾經有公然在男生的面前換衣服的紀錄，以及把學校所有的社團參加過、然後又因為無聊而退社，受阿虛說的話啟發而決定自己成立一個社團。
本來涼宮春日是個平凡的女孩，但據其自述，她在小學六年級和她父親去看一場棒球賽，受場內大量的觀眾所震撼，但這些人也不過占日本人口的極小部分；在體認到自己的渺小後，便覺得人生無趣，因此便開始嘗試改變自己，於是常做些超乎常理的事。不是想搶出風頭，亦沒有搞笑的意思，只要是熟悉涼宮春日的人都知道涼宮何時都那麼認真。
初中時已經常做一些旁人無法理解的事情。而當中最出名的就是於某個七夕的晚上返回學校，用一種以石灰來畫白線的工具，在校園操場上畫了一個很巨型，形狀怪異的圖案，看起來像是一幅很簡陋的納斯卡地上畫，當時報紙新聞版也有刊登過相關報導。可實際上該圖案是由春日命令阿虛所畫的（參見《涼宮春日的煩悶》）。
此外，還曾在一次早上回到課室時，將課室內的桌椅全搬到走廊上；亦曾用油漆在學校的天台上畫星星圖案。縱然行為怪異，但由於長相漂亮，又擅長運動，而且各科成績亦相當優秀，因此仍然相當受歡迎。據當時與涼宮春日同班三年的谷口所知，涼宮在初中曾有一段時間不斷更換男朋友，在一起的時間最長為一個星期，最短的那個就是向涼宮表白成功後的五分鐘便被甩掉，理由是沒有時間和普通人類約會，然而當人家透過電話向她表白時，卻又不會拒絕。
高中開學初期，對於只是普通人類的阿虛說話語氣冷淡，甚至認為和對方講話都是在浪費自己的時間。期後，在阿虛主動向涼宮春日求證自己對其每天更換髮型的猜測時，兩人終於首次出現一些像樣的對話，雖然涼宮春日在這段對話的翌日就剪掉整把長頭髮，不過這件看似微不足道的事確實成為二人開始聊天的契機。自此，阿虛每天都會在上早會前的一點時間和涼宮聊天。
新學期剛開始的一個月，把學校裡的所有學會都一一嘗試過後，還是沒有找到一個合其心意的學會。後來受到阿虛無意中的一段說話啟發，最終決定由自己創立一個新學會，並命名為「SOS團」，即「讓世界變得更熱鬧的涼宮春日團（Sekai wo Ooini moriagerutame no Suzumiya Haruhi no Dan）」的簡稱。隨後便向當時文藝部的唯一會員—長門有希借用文藝部在文化系組織的學會大樓（通稱舊館）的房間作為社團活動室，更擅自把對方歸納為SOS團的其中一員。
成立SOS團後亦總是對阿虛頤指氣使，但其實相當重視阿虛；於阿虛在醫院昏迷多天時曾經帶著睡袋在一旁日夜陪伴（《涼宮春日的消失》）；春日還曾經將她自己與朝比奈實玖瑠及長門有希所做的情人節巧克力蛋糕，以挖寶的方式送給阿虛和古泉一樹（《涼宮春日的陰謀》）。
阿虛在《涼宮春日的驚愕》中曾短暫跳至未來（約大學時代），並見到當時的春日：她的頭髮稍微留長，個性似乎較為圓滑；有可能已經知道自身的能力，並得知中學時代各種經歷的真相，亦似乎跟阿虛前往同一大學。

## 改變世界的能力
涼宮春日具有改變世界的能力；古泉一樹所屬的「機關」內部的人士，如古泉一樹本人，認為涼宮春日很可能是「神」，但不能確定。不過涼宮春日會因為自己的一己之念而使得整個世界發生變化，如曾經使櫻花在不該開花的季節開花、使朝比奈實玖瑠的眼睛真的能發出「實玖瑠光線」、使已絕種的旅行鳩短暫出沒、以及讓某年暑假的最後兩個星期輪迴了15498次（動畫中為15532次）等，只是涼宮春日本人對自己的這種能力毫無自覺而已。同時在春日心情煩燥時，還會在不知不覺當中，創造出一個裡面有著大搞破壞的藍色巨人（「機關」稱之為「神人」）的「閉鎖空間」；古泉等「機關」人士的要務之一，就是進入閉鎖空間當中打倒「神人」，以防閉鎖空間的範圍擴大而影響整個世界。因為涼宮春日的能力可能導致整個世界毀滅，因此「機關」的要務之一就是讓春日不致因太過煩悶而將整個世界給放棄。